# Старо Конярево
Старо Конярево или Конарене (на македонска литературна норма: Старо Коњарево) е село в община Ново село на Северна Македония.

## География
Старо Конярево се намира в Струмишката котловина, непосредствено до границата с Република България. Селото е разположено в северното подножие на планината Беласица в областта Подгорие на 475 метра надморска височина. През Старо Конярево тече река Стар дол, която разделя селото на две части.

## История

### Етимология
Според филоложката Димка Митева името на селото е Кунаране, както е засвидетелствано през XIV век. Името Кунаране произхожда от думата кунар, която означава място, където живеят куни (Mistela martes), и наставката -ане. Позовавайки се на грамотата от XIV век, Митева предполага, че това име първоначално е използвано за планината, а по-късно е възприето и за име на селище. Митева подчертава, че името на селото е сменено на Конярево, когато неправилно е свързано с думата за кон.

### Средновековие
Селото се споменава през 1336 година под името Кунарани в дарствена грамота на Хилендарския манастир, издадена от крал Стефан Душан.

### В Османската империя
Селото се споменава в османски дефтер от 1570 година под името Комарани. През същата година в селото живеят 5 мюсюлмански и 55 християнски домакинства. През XIX век селото е със смесено турско-българско население и се числи към Петричка кааза. Според изследванията на Васил Кънчов към 1891 година село Конарине има всичко 315 къщи, от които 300 турски и 15 български.

### В Сърбия, Югославия и Северна Македония
През 1913 година по време на Междусъюзническата война селото е завзето и опожарено от гръцката армия.
Според преброяването от 2002 година селото има 611 жители, всички северномакедонци.

## Личности
Починали в Конярево
- Стоян Георгиев (? – 1914), български революционер, деец на ВМОРО